# William M. Roth
William Matson Roth, né le 3 septembre 1916 à San Francisco en Californie et mort le 29 mai 2014 à Petaluma en Californie, était un homme politique américain. Il était le 2e représentant au Commerce des États-Unis du 3 janvier 1967 au 20 janvier 1969.

## Biographie

### Jeunesse et famille
Il naît à San Francisco, en Californie, de Lurline Matson Roth et de William Philip Roth. Son grand-père maternel est William Matson, fondateur de la Matson Navigation Company. William M. Roth fréquente l'université de Yale, dont il sort diplômé en 1939,,.
William M. Roth épouse Joan Osborn en 1946 et le couple a trois filles (Anna, Margaret, Jessica). Joan Osborn est la fille du défenseur de l'environnement Henry Fairfield Osborn Jr..
Une de ses filles, Maggie Roth, épouse de l'artiste David Best, vit sur ce qui est aujourd'hui connu sous le nom de Fairfield Osborn Preserve ; cette réserve a été achetée par la famille Roth dans les années 1950 et a ensuite été donnée à la Nature Conservancy. Maggie et David ont deux enfants ensemble. David a deux enfants issus d'un précédent mariage.

### Carrière
En 1962, William M. Roth et sa mère achètent la Ghirardelli Square, craignant qu'il ne soit démoli et remplacé par des immeubles en copropriété. Ils engagent un cabinet d'architectes paysagistes pour transformer l'usine et sa structure historique en briques en un complexe commercial. Ce projet est considéré comme le premier grand projet de réutilisation adaptative aux États-Unis. Ghirardelli Square est ensuite inscrite au Registre national des lieux historiques afin d'être préservée pour les générations futures.
En 1966, il est pris pour cible, avec Clark Kerr et Elinor Raas Heller, par un collègue régent, Edwin Pauley, en raison de ses opinions « ultra-libérales » présumées. Ronald Reagan fait du mouvement pour la liberté d'expression et de l'opposition à la guerre du Viêt Nam sur le campus de Berkeley l'un des principaux thèmes de sa campagne.
Lors de la première réunion des Régents après l'élection de Reagan, Clark Kerr est renvoyé, tous les nouveaux membres du gouverneur votant en faveur du renvoi. Roth est resté membre du conseil d'administration des Régents pendant de nombreuses années et s'est délibérément présenté en retard à la dernière réunion de Reagan en 1974, afin d'éviter de voter une résolution d'approbation pour le gouverneur sortant.
Le président Lyndon B. Johnson le nomme représentant au commerce, à la suite du décès de Christian Herter l'année précédente.
Entre autres activités, William M. Roth travaille en tant que représentant spécial pour le commerce dans le cadre des négociations commerciales entre les États-Unis et l'Europe (appelées négociations du Kennedy Round). Voir la photo de William M. Roth lors d'une conférence de la Chambre de commerce des États-Unis en 1967, aux côtés du secrétaire au Commerce Alexander Trowbridge, du secrétaire à l'Agriculture Orville Freeman et du sous-secrétaire au Travail James J. Reynolds.
En 1974, William M. Roth, qui contribue depuis longtemps au Parti démocrate, se présente aux élections primaires démocrates pour le poste de gouverneur de Californie. Il arrive en quatrième position (avec 10 % des voix) dans un peloton de candidats très dense comprenant le maire de San Francisco, Joseph Alioto, le président de l'assemblée, Bob Moretti, le député Jerome Waldie, et le vainqueur, le secrétaire d'État de Californie Jerry Brown, qui a l'avantage de connaître son nom, son père Pat Brown ayant été gouverneur huit ans plus tôt.
William M. Roth possède une maison d'été sur la montagne de Sonoma, avec une superficie importante, qu'il a acheté vers 1950. La famille Roth donne cette propriété à la Nature Conservancy, qui la transforme en réserve naturelle, actuellement connue sous le nom de Fairfield Osborn Preserve.

### Mort
William M. Roth meurt le 29 mai 2014 à Petaluma, en Californie.